# Dialecto cremasco
El dialecto cremasco (en lombardo: cremasch) es un dialecto lombardo oriental hablado en el territorio cremasco de la provincia de Cremona, donde el cremunés se habla en el resto del país excepto en Soresina y la tierra antes mencionada. El dialecto está muriendo lentamente, ya que los jóvenes ya no lo usan tanto.

## Clasificación
El cremasco es un dialecto lombardo oriental que pertenece a la rama galoitálica de las lenguas romances. Está más estrechamente relacionado con las lenguas de oïl, el occitano, el catalán, las lenguas retorromance y las lenguas iberorromances que el italiano. Es similar a los dialectos de Bérgamo (bergamasco) y Brescia (bresciano).

## Distribución
El dialecto se habla principalmente en el territorio cremasco, que es el área adyacente a Crema y sus alrededores. Se extiende desde la zona de Rivolta d'Adda hasta Gombito y Castelleone.

## Ortografía
El dialecto se escribe tradicionalmente en la ortografía cremasca clásica, que se muestra en el libro Vocabulario cremasco-italiano de Bonifacio Samarani.

## Literatura
El dialecto cremasco comenzó a prosperar en la literatura en el siglo XVIII. Un poeta notable que escribió en dialecto fue Federico Pesadori, quien escribió obras como A Crèma, Ai casòt d'ingürie y L'ucarina.